# Piazza dei Tribunali
Piazza dei Tribunali è una piazza del centro di Bologna. È posta dietro alla Basilica di San Domenico.

## Storia
La piazza venne aperta tra il 1824 e il 1826 quando fu demolito l'isolato antistante Palazzo Ruini, su impulso di Felice Baciocchi che ne era il proprietario. La nuova piazza tuttavia non risultò molto grande perché Baciocchi non possedeva abbastanza denaro per indennizzare gli espropriati.
Inizialmente venne intitolata al progettista e divenne quindi Piazza Baciocchi. In seguito alla trasformazione del palazzo nella sede dei tribunali, la riforma toponomastica del 1873-1878 deliberò l'attuale nome di Piazza dei Tribunali. Successivamente, dal 1920 al 1945 fu ribattezzata Piazza Giulio Giordani dal nome del consigliere liberale morto durante i fatti di Palazzo d'Accursio. Dopo la guerra tornò ad assumere il nome attuale.